# Anders Eriksson (professor)
Anders Eriksson, född 1953, är en svensk professor i strukturmekanik verksam vid Kungliga Tekniska högskolan (KTH) i Stockholm. Anders Eriksson blev civilingenjör i väg- och vattenbyggnad vid KTH 1976, tog doktorsexamen i ämnet metallkonstruktioner 1981, blev docent 1988, och professor i strukturmekanik 1992. Han var prorektor för KTH 1999-2007, och tjänstgjorde under 2007 som tillförordnad rektor, sedan tidigare KTH-rektorn Anders Flodström blivit universitetskansler och innan Peter Gudmundson hade utsetts i slutet av året.